# Criminologia forense
Criminologia Forense, é uma forma de Criminologia Aplicada que se debruça sobre o estudo científico do crime e dos criminosos com o objetivo de informar os processos de investigação criminal e de condenação penal. Uma das diferenças fundamentais entre um criminólogo forense e os demais criminólogos, respeita ao facto de que as observações e opiniões daqueles são utilizadas no contexto investigativo e/ou fazem parte do processo penal de forma mais ou menos direta. PETHERICK et al, 2007, 2010 
- QUAL O ESCOPO DA CRIMINOLOGIA?

O domínio da Criminologia é vasto envolvendo quaisquer campos ou práticas que intersectem com o estudo científico do crime e da criminalidade.
Um ciencias forenses, criminalistica examina vestígios que depois serão integrados na reconstrução do crime;
Um profiler analisa padrões num determinado modo de agir (“profiling criminal”);
Um técnico estatìstico analisa índices de furtos ou roubos num dado local; 
Sociólogos podem avaliar factores de risco ocupacionais podem ser estudados por sociólogos, tal como as taxas de condenação associadas a uma raça ou etnia podem ser analisadas por juristas.
TURVEY (2009) salienta que, por ter uma índole profundamente multidisciplinar, o estudo do crime e dos criminosos não pode ser circunscrito a apenas um tipo de profissão, disciplina ou tipo de cientista unicamente responsáveis pelos paramentos da Criminologia.
A Criminologia deve ser compreendida como um vasto campo com várias subdisciplinas, entre elas a criminalística e as ciências forenses assim como a investigação criminal, a psicologia forense, a vitimologia, o criminal profiling entre outros.
- AUTORES ANGLO-AMERICANOS CONSIDERAM QUE AS PRINCIPAIS ÁREAS DE INTERVENÇÃO DA CRIMINOLOGIA FORENSE SÃO:

1.Investigação criminal;
2.Saúde mental forense;
3.Criminalistica;
4.Vitimologia forense;
5.Direito penal.
- QUAIS AS INCUMBÊNCIAS DO CRIMINÓLOGO FORENSE?[4]

1.Os criminólogos forenses dedicam-se ao estudo do objeto criminal no seu todo procurando:
Compreender fatores causais ou predisponentes do crime;
Fatores precipitantes (contextos desviantes ou situações limítrofes);
As interações entre a vítima e o agressor;
O papel da vítima no processo penal, entre outros.
2. Os parâmetros do trabalho do criminólogo forense podem cingir-se a um exame específico, ou a um conjunto de questões, concretizados através de pareceres ou de relatórios.
3. O criminólogo forense não procura construir um processo, o seu objetivo é: compreender/enquadrar os acontecimentos e circunstâncias a partir do material disponível no processo, ao qual aplica uma análise científica do crime e da conduta criminal.
4. É ainda da responsabilidade do criminólogo forense demonstrar científica e objetivamente que as teorias do crime resultantes do processo investigativo ou apresentadas no contexto penal podem ser suscetíveis de várias interpretações.
5. O criminólogo forense interessa-se por questões teóricas ou académicas apenas na medida em que podem ser aplicadas na análise e interpretação de um caso em mãos.
- 2. AS PRIMEIRAS FIGURAS DE RELEVO NA CRIMINOLOGIA FORENSE

HANS GUSTAV ADOLF GROSS (1847-1915), jurista penal e juiz de instrução criminal austríaco, é considerado por muitos como um autor pioneiro da área da criminalística e é até hoje considerado o pai da Investigação Criminal.
EDMOND LOCARD (1877-1966), que se tornou conhecido como o “Sherlock Holmes francês”, era médico e mestre em direito.
Os contributos de LOCARD incluem várias publicações sobre a investigação criminal, a análise de padrões de resíduos e o início da lofoscopia.
AUGUST VOLLMER (1876-1955), o primeiro chefe de polícia de Berkeley na Califórnia, foi uma figura importante no desenvolvimento da justiça criminal nos Estados Unidos no início do século XX. VOLLMER ensinou aos seus alunos que a Criminologia não era apenas acerca de pesquisa mas que envolvia necessariamente a aplicação do conhecimento à realidade atuando sobre o crime e os criminosos, com o fim de reduzir e combater o crime.
EDWARD OSCAR HEINRICH (1881-1953) criminólogo no sentido clássico, cientista forense autodidata e generalista forense, revolucionou o ensino das ciências forenses nos EUA através do desenvolvimento de técnicas científicas de identificação criminal (BLOCK, 1958).
HEINRICH considerava que a única testemunha fiável de um crime era a prova ou o vestígio. Para este cientista a interpretação de provas e a reconstrução de um crime eram tarefa para profissionais qualificados, dedicados à sua formação profissional e rigorosos na implementação do método científico no seu trabalho investigativo.
PAUL LELAND KIRK (1902-1970), químico e cientista forense perito em microscopia, foi também um grande defensor da Criminologia prática por oposição à teoria pura. KIRK publicou a obra Crime Investigation (1953), um tratado em investigação criminal, reconstrução do crime e exame forense, que perdura até hoje como obra de referência nas ciências forenses. KIRK foi também um defensor do uso do profiling criminal muito antes do seu potencial ter sido formalmente reconhecido, mesmo pelo investigadores criminais seus contemporâneos.
MARVIN EUGENE WOLFGANG (1924-1998), sociólogo e criminólogo americano, ampliou o campo da Criminologia, introduzindo e aperfeiçoando uma metodologia em que grandes quantidades de dados (tais como registos de prisões) poderiam ser analisadas ao longo de anos por forma a discernir padrões de violência e crime.
- AS FIGURAS DE RELEVO CONTEMPORÂNEAS NA CRIMINOLOGIA FORENSE

Atualmente existem indivíduos cujos trabalho e publicações ao longo dos últimos trinta anos têm sido de valor estruturante considerável para a existência e continuidade da Criminologia Forense. Estes profissionais existem em meios de colaboração profissional multidisciplinar em todo o mundo, tanto em universidades como no setor privado e têm vindo a afirmar a sua prática profissional:
Estados Unidos da América - DANIEL B. KENNEDY, JOHN THORNTON, PAUL WILSON, BRENT E. TURVEY.
Reino Unido - ANDY WILLIAMS
Austrália - WAYNE PETHERICK
África do Sul - A.E. VAN DER HOVEN
Portugal e Brasil - TÃNIA KONVALINA
México - ALFREDO VELAZCO CRUZ         
- CRIMINOLOGIA FORENSE NA PRÁTICA

O criminólogo é mais que um técnico de pesquisa criminológica que oferece teorias para o crime e que descreve as psicodinâmicas entre o crime e as vítimas, é também, um perito que pode aplicar esse conhecimento e entendimento na avaliação dos factos e circunstâncias de um determinado caso (SIEGEL, 2004).Os criminólogos estudam de igual modo fatores causais que contribuem para o evento criminoso, tais como a predisposição (e.g., a formação e tipo de personalidade, fatores genéticos), fatores predisponentes, fatores precipitantes, a interação entre o agressor e a vítima, a vulnerabilidade da vítima, os direitos das vítimas, o papel da vítima no processo de justiça, etc. (HUNTER e DANTZKER, 2002).
Estudos criminológicos podem abranger áreas tais como:
.a personalidade e desvios sexuais;
.a personalidade antissocial;
.Pedofilia;
.criminosos violentos;
.agressores sexuais;
.violência doméstica, a violência escolar e a violência no trabalho;
.padrões de comportamento criminoso para prever condutas futuras (avaliações do risco, noção de perigosidade).
Os criminólogos (das mais variadas áreas da Criminologia) podem pronunciar-se sobre as provas recolhidas durante a investigação de uma ocorrência, tanto durante o processo investigativo, assim como, mais tarde, durante o julgamento (ALLAN e MEINTJES-VAN DER WALT, 2006). Uma avaliação criminológica é o tipo de consulta/exame/análise realizado por um criminólogo (PETHERICK, TURVEY e FERGUSON, 2010). Por definição, é da incumbência dos criminólogos forenses realizar uma variedade de avaliações criminológicas com o propósito de abordar questões investigativas e legais (PRETORIUS, 1997).
- TIPOS DE AVALIAÇÕES (PERÍCIAS) EM CRIMINOLOGIA FORENSE

1. IDENTIFICAÇÃO E CLASSIFICAÇÃO DE TIPOS DE AGRESSORES: Os criminólogos têm desenvolvido e empregue classificações e tipologias para descrever agressores, os seus crimes e as suas vítimas.
Estas taxonomias não têm intuito clínico no sentido do tratamento do agressor ou das vítimas, estando orientadas para a investigação e para a pesquisa, com o intuito de encontrar modelos explicativos para as relações entre o crime, o ofensor e a vítima (TURVEY, 2013; TURVEY e PETHERICK, 2008.)
Quando o objetivo não é tratar, os especialistas em saúde mental forense não são os cientistas comportamentais mais qualificados para realizar estas avaliações.
2. INVESTIGAÇÃO FORENSE AMBÍGUA: Segundo TURVEY (2009), uma “análise forense ambígua refere-se à revisão de todo o conjunto de provas de um determinado caso, questionando todos os pressupostos e conclusões relacionadas com as mesmas” (p.190).
A investigação/análise forense ambígua é uma ferramenta necessária e útil, tanto no domínio investigativo como no domínio forense, sobretudo nos casos em que os factos se prestam a várias conclusões.
3. RECONSTRUÇÃO DO CRIME / DETERMINAÇÃO DE ENCENAÇÃO NO LOCAL DO CRIME: A reconstrução do crime é o processo que compreende a determinação das ações e eventos em torno da prática de um crime (CHISUM e TURVEY, 2007). A reconstrução pode ser elaborada empregando declarações de testemunhas, a confissão de um suspeito, a declaração de uma vítima viva, ou através da avaliação e interpretação das provas físicas.
Um local do crime encenado é quando os vestígios físicos de um local do crime são intencionalmente adulterados pelo ofensor para corromper a investigação e evitar deteção. A encenação muitas vezes envolve adicionar, remover e/ou manipular objetos no local do crime para mudar a aparente “motivação”(HOMANT e KENNEDY).
4. ANÁLISE VITIMOLÓGICA OU AVALAÇIAÇÃO DA EXPOSIÇÃO AO RISCO: A análise vitimológica tem por finalidade pesquisar os fatores relacionados com os precedentes pessoais, familiares e sociais da vítima (aspetos físico-psíquicos, psicológicos, sociais e ambientais) para a obtenção de dados indicadores do temperamento e do carácter que formam a personalidade da vítima e que podem revelar situações de perigosidade (TURVEY e PETHERICK, 2008). Em alternativa, o criminólogo pode, no decorrer de um processo penal ou civil, testemunhar sobre a preponderância da exposição da vítima para o decorrer da investigação, a viabilidade do suspeito, ou como parte de uma avaliação relacionada com questões de responsabilidade civil (NAUDE, 2004).>ref>Petherick, W. & Turvey, B. "Forensic Victimilogy",Elsevier Academic Press, 2013</ref>
5. AUTÓPSIA PSICOLÓGICA: A autópsia psicológica é uma técnica que ajuda a esclarecer o tipo de morte (natural, acidental, suicídio, homicídio) em casos ambíguos. Trata-se de um estudo retrospetivo que reconstitui o estado da saúde física e mental e as circunstanciais sociais do indivíduo, partindo de entrevistas com familiares e outros informadores próximos (LA FON, 2008).A autópsia psicológica não visa fazer diagnósticos nem traçar linhas de tratamento, os seus objetivos são unicamente investigativos e forenses. Como tal, não requer a intervenção de um psicólogo nem de um psiquiatra (SCHNEIDMAN, 1981).
6. ANÁLISE MOTIVACIONAL: A determinação da motivação muitas vezes não é relevante para o processo criminal suceder, no entanto, no decorrer de uma investigação, é um elemento basilar. A determinação do motivo promove os seguintes fins investigativos e forenses (TURVEY e PETHERICK, 2008):
(i) redução do grupo de suspeitos àqueles indivíduos com motivações específicas;
(ii) relacionamento de casos por resolver que possam ter uma motivação semelhante;
(iii) revelar informação circunstancial acerca da identidade do ofensor e do seu estado de espírito aquando do cometimento do crime quando conjugada com informação acerca dos meios, oportunidade e outros vestígios comportamentais.
7. DETERMINAÇÃO DE INDICADORES DE TORTURA: Os criminólogos forenses com experiência em reconstrução do crime, análise de padrões de ferimentos e psicodinâmica são aqueles que estão mais aptos a realizar uma avaliação para detetar indicadores de tortura, isto é, se o ofensor intencionalmente causou à vítima dor por prazer, vingança ou para extrair informações (SAFERSTEIN, 2000). Durante o julgamento, a determinação da presença de indicadores de tortura pode constituir um fator agravante na medida da pena (CHISUM e TURVEY, 2007).
8. CRIMINAL PROFILLING: O Profiling criminal é uma matriz de análise comportamental, no contexto criminal, que se debruça sobre um conjunto de informações procurando identificar ligações, padrões e fatos que proporcionem um modelo de interpretação para o contexto no qual um determinado crime ocorreu (AINSWORTH, 2001; ALISON, 2005; GIROD, 2004).  O Profiling pode, por estes motivos, ser igualmente muito útil para:
1. orientar interrogatórios de suspeitos;
2. entrevistas a vítimas, familiares e testemunhas;
3. em casos de negociação de reféns;
4. em pareceres sobre a informação contida numa investigação criminal em fase de pré-julgamento ou mesmo durante o julgamento (testemunho técnico).
9. ANÁLISE COMPARATIVA DE CASOS:É o processo pelo qual se estabelece quais os crimes que fazem parte de uma série de ocorrências e é tarefa fundamental da investigação criminal (HAZELWOOD, e WARREN, 200; KOCSIS, 2010).
10. LAUDOS PRÉ-SENTENCIAIS OU AVALIAÇÃO DE FATORES ATENUANTES E AGRAVANTES:Os criminólogos estudam o criminoso em todos os seus aspetos, tais como fatores causais que contribuem para uma ocorrência, a predisposição (configuração da personalidade, hereditariedade), fatores precipitantes, a interação entre o agressor e a vítima, a vulnerabilidade da vítima, os direitos das vítimas, o papel da vítima no processo de justiça, o processo de justiça criminal, a prevenção do crime e o apoio à vítima (REID, 2003). Numa avaliação para um relatório pré-sentencial, o criminólogo pode e deve indicar os fatores de risco e de proteção relativamente à reincidência do comportamento desviante.
11. AVALIAÇÃO DA RESPONSABILIDADE POLICIAL E DO USO DE FORÇA LESIVA FATAL: Os criminólogos forenses especializados em métodos de policiamento e dispositivos correcionais estão aptos a realizar avaliações sobre (KENNEDY e KENNEDY, 1972 ; KENNEDY, 2006) :
1.questões de formação e supervisão negligentes;
2.métodos investigativos negligentes;
3.despedimentos sem justa causa;
4.questões relacionadas com a detenção de suspeitos;
5.agressões no trabalho;
6.uso de força excessiva na apreensão ou em contextos prisionais;
7.uso adequado de força lesiva fatal
12. AVALIAÇÃO DA RESPONSABILIDADE CIVIL EM PROPRIEDADES / IMÓVEIS: Refere-se à avaliação do dever de um proprietário/senhorio em proteger os indivíduos utilizadores da sua propriedade de sofrerem danos, incluindo agressões por terceiros (LA FETRA, 2006). Quando acontece uma falha negligente na prevenção deste tipo de dano, pelo facto de o proprietário/senhorio saber que existia um risco ou perigo e não ter tomado as devidas precauções, tal omissão pode originar uma ação de responsabilidade civil extracontratual. No caso de surgir uma disputa sobre evitabilidade ou previsibilidade do perigo por parte do proprietário do imóvel, os criminólogos forenses podem ser chamados a realizarem estudos sobre as medidas de prevenção de agressores e/ou a eficácia das medidas de segurança existentes ou inexistentes (HOMANT e KENNEDY, 1996).
- ÉTICA EM CRIMINOLOGIA FORENSE

Quando se trata de fazer frente a questões investigativas e jurídicas, os criminólogos forenses podem executar tarefas diferentes e abrangentes, trabalhando tanto em contextos penais como cíveis (ENGELBRECHT, 2001).Em primeiro lugar, é crucial que os criminólogos forenses entendam as questões inerentes ao seu envolvimento com a Justiça, tal como compreender as diferenças entre os procedimentos criminais e cíveis, os diferentes direitos e deveres dos partidos legais envolvidos, as questões probatórias e as consequências legais de todos os procedimentos e ações (BRODSKY, 1991; CASSIM, 1999).
Adquiridos estes parâmetros, os criminólogos forenses podem executar um conjunto abrangente de avaliações quer durante o processo investigativo quer para o Tribunal. Cada uma destas avaliações (e qualquer combinação delas) requer um conjunto de competências específico e especializado, bem como a ponderação constante e cuidadosa dos elementos intrínsecos a cada processo (ANDERSON e WINFREE, 1987; FRECKELTON e SELBY, 2002).